# St. Ulrich und Martin (Wittislingen)

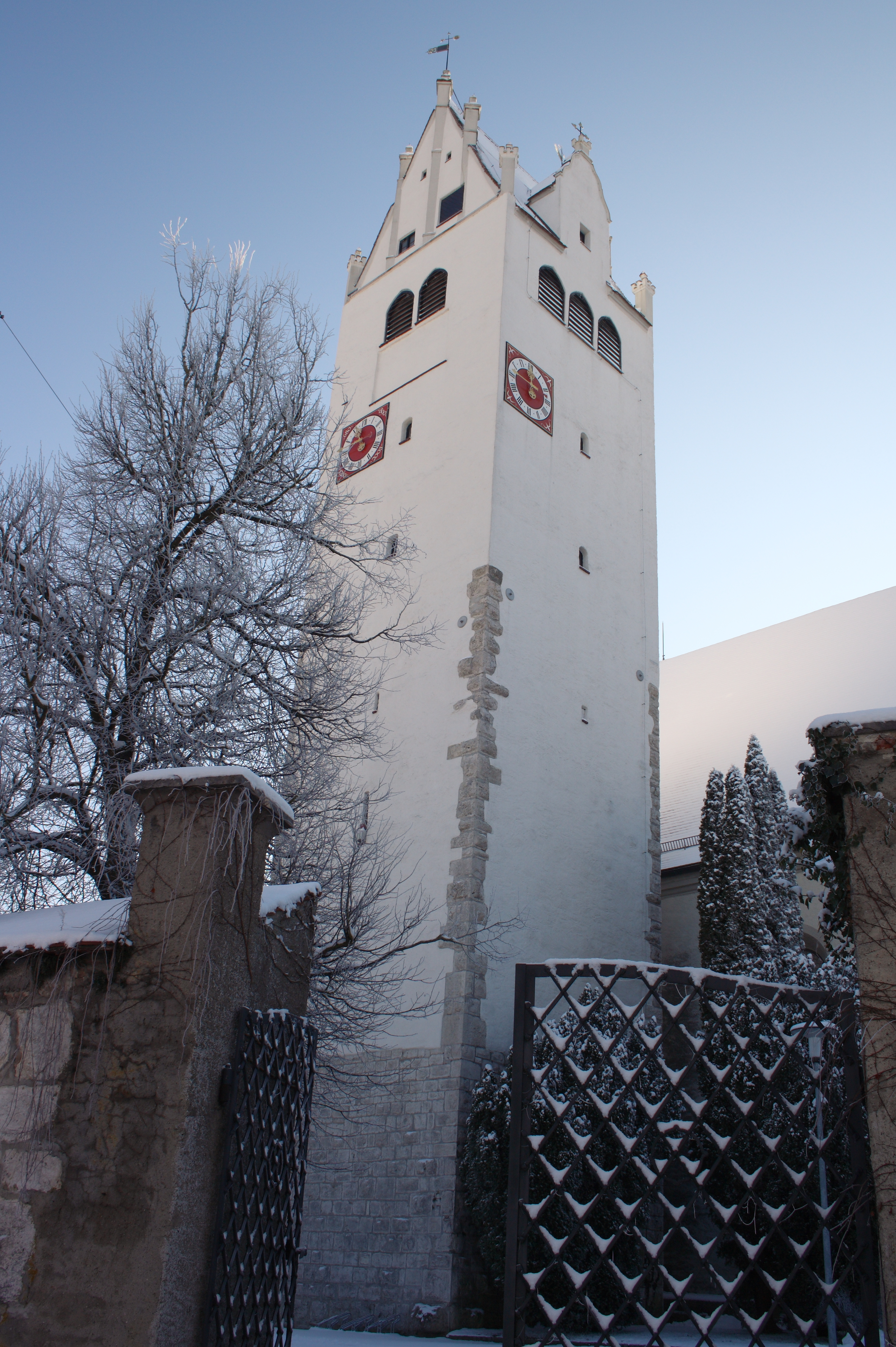
Kirchturm, ehemaliger Bergfried aus dem 13. Jahrhundert

Die römisch-katholische Pfarrkirche St. Ulrich und Martin in Wittislingen, einer Gemeinde im Landkreis Dillingen an der Donau im bayerischen Regierungsbezirk Schwaben, wurde in der Mitte des 18. Jahrhunderts an der Stelle eines romanischen Vorgängerbaus errichtet. Der frei stehende Glockenturm war ehemals der Bergfried einer Burg aus dem 13. Jahrhundert. Die Kirche ist ein geschütztes Baudenkmal.

## Geschichte
Bereits im 6./7. Jahrhundert war Wittislingen der Sitz eines Hochadelsgeschlechts, dem das Adelsgeschlecht der Hupaldinger, die Vorfahren der Grafen von Dillingen, nachfolgte. Aus diesem stammte Bischof Ulrich von Augsburg, in dessen von Gerhard von Augsburg um 990 verfassten Vita der Ort Witegislinga erwähnt ist. Als die Hupaldinger um 950 in ihre neue Burg Dillingen übersiedelten, überließen sie Wittislingen Ministerialen wie den Schenken von Wittislingen. In dieser Zeit wird die Entstehung der Pfarrkirche vermutet, die ursprünglich dem Andenken des hl. Martin geweiht war. Im 13./14. Jahrhundert wurde die Burg aufgegeben und an der Stelle der ehemaligen Burgkapelle eine Basilika für das um die Burg entstandene Dorf errichtet. Der Bereich innerhalb der heute noch erhaltenen Ringmauer wurde als Friedhof genutzt. Ähnlich wie in Donaualtheim blieb von der Burg nur der Bergfried erhalten, der zum Kirchturm wurde. Um 1550 wurde er um drei Geschosse erhöht und mit einem Satteldach gedeckt, in das zwei Zwerchhäuser eingeschnitten sind. 1750 wurde die alte Kirche abgerissen und nach Entwürfen von Franz Xaver Kleinhans (1699–1776) und Joseph Eberhard aus Dillingen eine neue Kirche errichtet, die bereits 1752 geweiht wurde. 1805 wurde das Martinspatrozinium durch das des heiligen Ulrich erweitert.

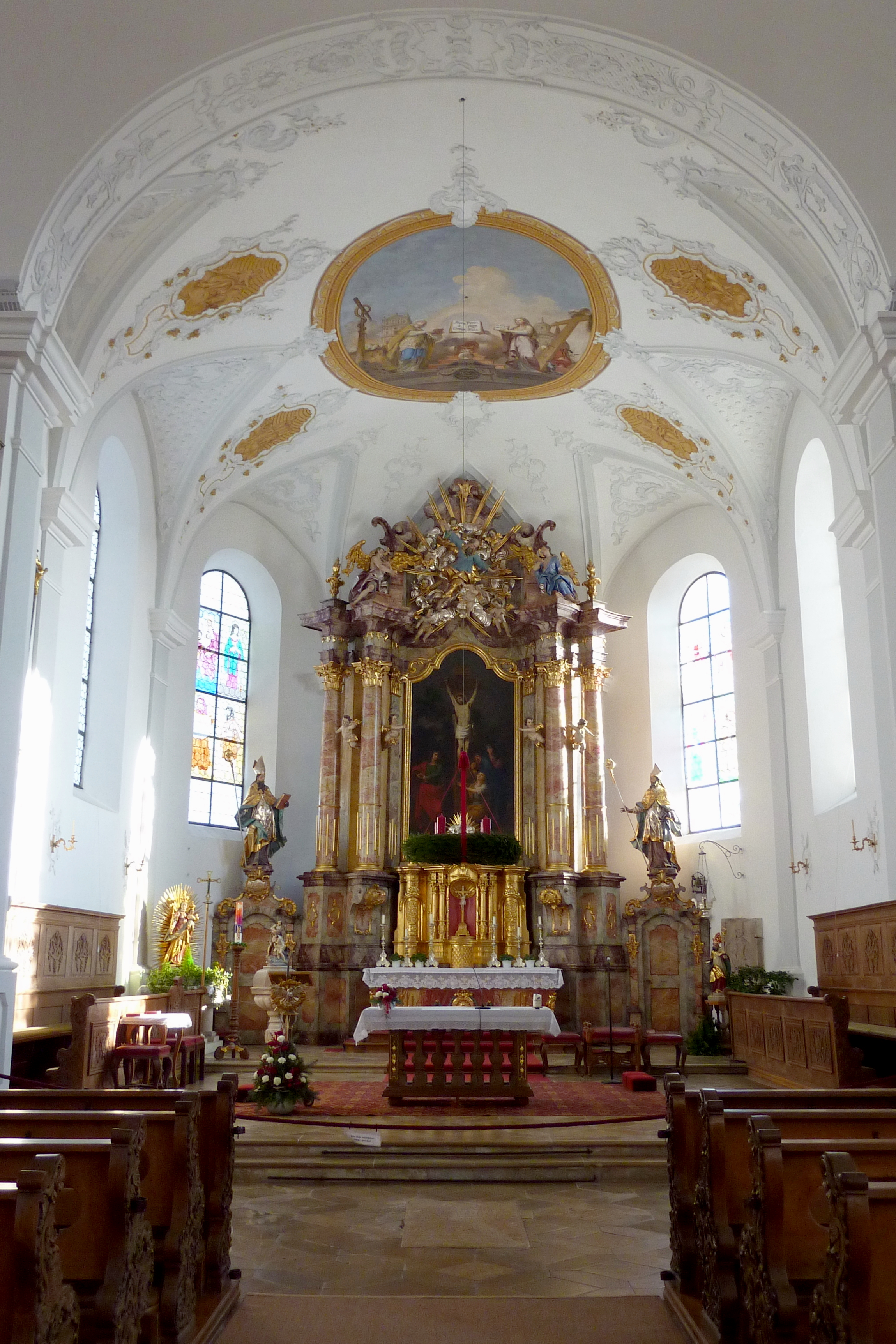
Innenraum mit Blick zum Chor

## Architektur

### Außenbau
Das Gebäude ist aus verputztem Ziegelmauerwerk errichtet. In geringem Abstand zur Kirche erhebt sich an ihrer Nordseite der quadratische, 39 Meter hohe Turm mit dem Uhrle, der kleinsten Glocke, die nachts um 21.00 Uhr und um 2.00 Uhr geläutet wird. Sie erinnert an die Legende, nach der sich der heilige Ulrich im Nebel verirrt hatte und durch den Klang der Glocke wieder den Weg nach Wittislingen fand.
An der Nord- und Westseite befinden sich Eingangsportale mit Vorzeichen.

### Innenraum
Das einschiffige Langhaus ist in vier Achsen gegliedert und wie der Chor mit einer flachen Tonne mit Stichkappen gedeckt. Der eingezogene Chor ist halbrund geschlossen und um zwei Stufen erhöht. Die Wände gliedern große Rundbogenfenster und flache Pilaster mit Profilgesims. Den westlichen Abschluss bildet eine Doppelempore, die unten auf vier Holzsäulen mit korinthischen Kapitellen aufliegt und deren oberer, geschweifter Mittelteil von drei flaschenförmigen Holzsäulen mit Kompositkapitellen gestützt wird.

## Stuck
Der Stuckdekor mit Gitterwerk, Muschelwerkkartuschen, Bändern und  Blütenkränzen ist im Chor und am Chorbogen aus der Erbauungszeit der Kirche erhalten. Im Langhaus wurde er im 18. Jahrhundert entfernt und durch Malereien ersetzt.

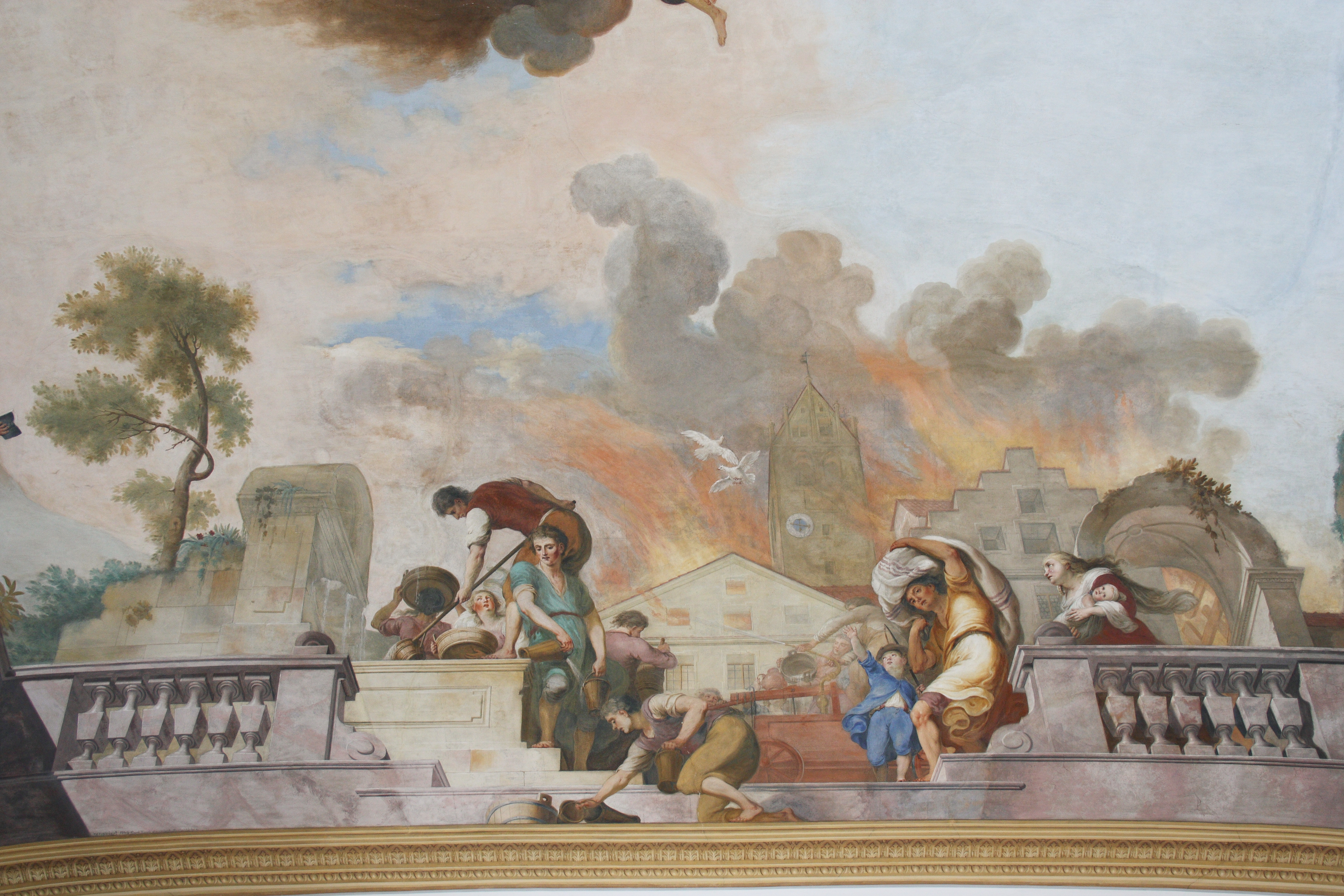
Langhausfresko mit der Darstellung der Feuersbrunst in Wittislingen im Jahr 1783

## Deckenbilder
Die ursprünglichen Deckenmalereien wurden 1787 durch Bilder von Konrad Huber (1751–1830) ersetzt. Im Chor werden Ecclesia und Synagoge dargestellt. Das Gemälde trägt die Signatur: Conradus Huber von Weißenhorn pinx: 1787 (Conradus Huber von Weißenhorn malte es). Die Grisaillen in den umgebenden Kartuschen stellen die vier Evangelisten dar.
Das Deckengemälde des Langhauses hat die Verherrlichung der Schutzpatrone, des heiligen Ulrich und des heiligen Martin, zum Thema. Es ist umrahmt von einer vorgetäuschten Balustrade, hinter der Personen einer Bittprozession folgen. An den Rändern wird an Episoden aus der Geschichte der Pfarrei erinnert wie Krieg, Pest und die Feuersbrunst von 1783.

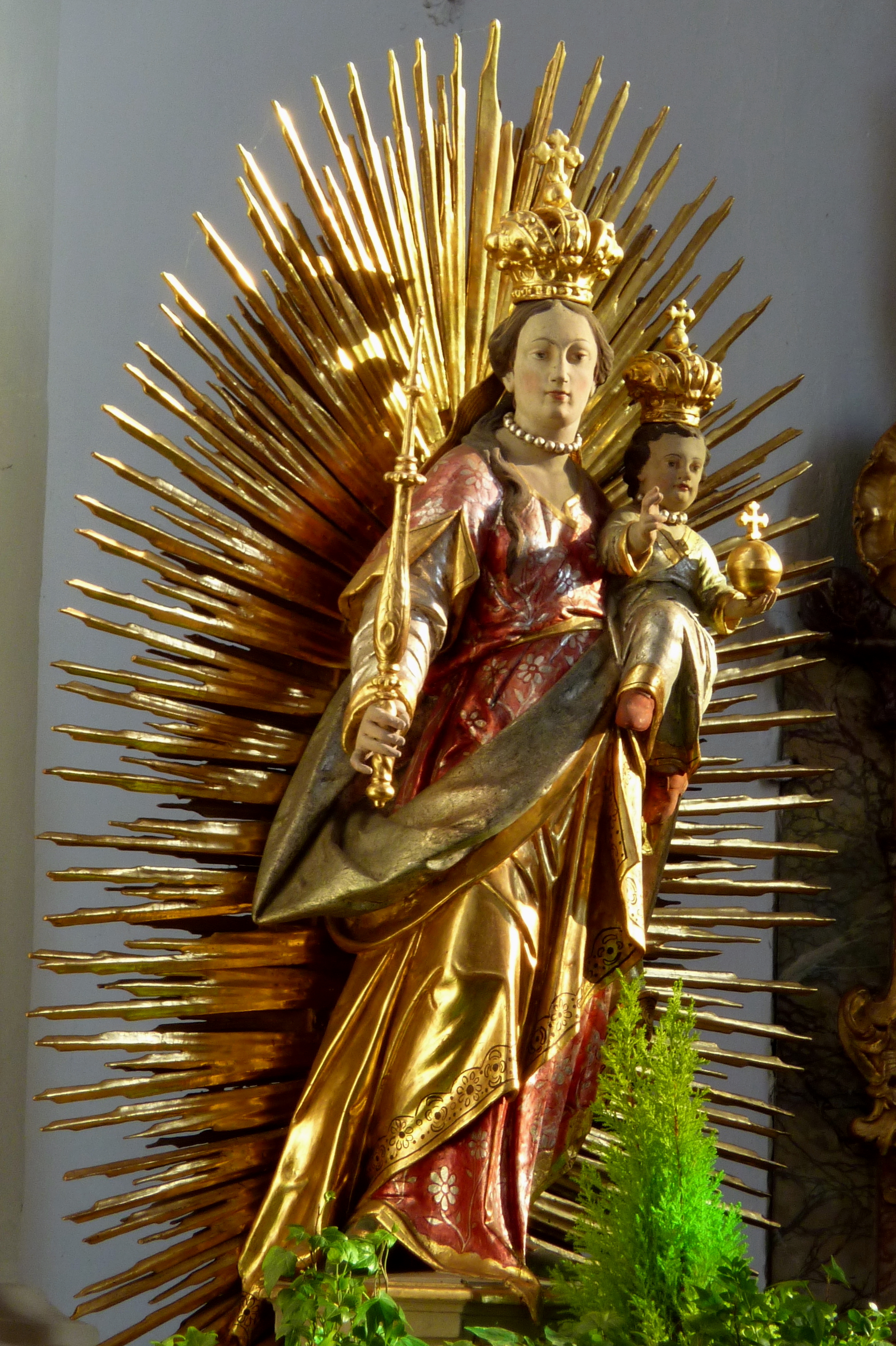
Madonna im Strahlenkranz

## Ausstattung
- An der Nordseite des Chores befindet sich auf modernem Unterbau eine Altarplatte aus Kalkstein mit Beschriftung. Sie wird in die Zeit um 600 n. Chr. datiert.
- Das Weihwasserbecken neben dem Nordportal ist aus verschiedenen Fragmenten zusammengesetzt. Als Schale wurde ein romanisches Würfelkapitell wiederverwendet, als Fuß eine Fiale aus dem 15. Jahrhundert.
- Aus der ersten Hälfte des 18. Jahrhunderts stammt ein Gemälde auf Leinwand, das Thietburga, die Mutter des heiligen Ulrich, darstellt und im Stil des 15. Jahrhunderts gemalt ist.
- Vor dem Chor ist im Fußboden eine Grabplatte von 1752 eingelassen, die an Thietburga, die Mutter des heiligen Ulrich, erinnert.
- Das Taufbecken, eine Kalksteinmuschelschale, stammt aus der zweiten Hälfte des 17. Jahrhunderts. In den Schaft des Balusterfußes sind die Monogramme Christi und Mariens, das Herz Jesu und ein Engelskopf eingraviert.
- Die Kanzel wurde um 1761 geschaffen und um 1800 verändert.
- Die Wangen der Kirchenbänke mit reicher Band- und Muschelschnitzerei, stammen von 1770.
- Auch die beiden dreiteiligen Beichtstühle wurden in der 2. Hälfte des 18. Jahrhunderts angefertigt.
- Die Holzskulptur der Madonna im Strahlenkranz wird um 1790 datiert und der Werkstatt von Johann Michael Fischer (1717–1801) zugeschrieben.

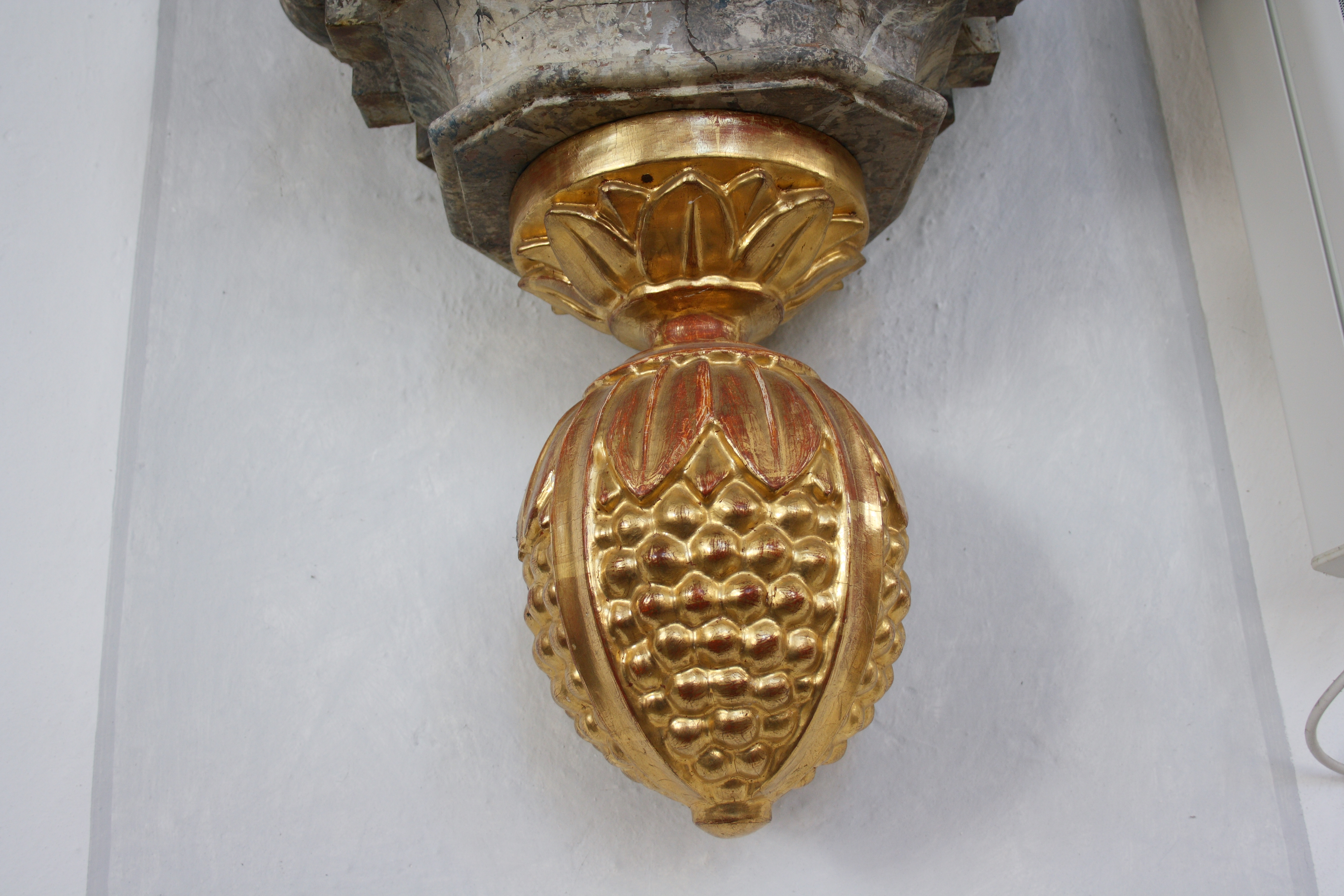
Zirbelnuss unter der Kanzel